# Lorraine Moller
Lorraine Moller (Nueva Zelanda, 1 de junio de 1955) es una atleta neozelandesa retirada, especializada en la prueba de maratón en la que llegó a ser medallista de bronce olímpica en 1992.

## Carrera deportiva
En los JJ. OO. de Barcelona 1992 ganó la medalla de bronce en la maratón, recorriendo los 42,195 km en un tiempo de 2:33:59 segundos, llegando a meta tras Valentina Yegorova del Equipo Unificado y la japonesa Yuko Arimori.